# Jan Rademaker
Jan Willem Maria Rademaker (Haarlem, 24 augustus 1923 – Baarn, 25 februari 2009) was een Nederlands politicus van de KVP en later het CDA.
Na het St. Ignatiusgymnasium in Amsterdam ging hij rechten studeren aan de Universiteit van Amsterdam waar hij in 1949 is afgestudeerd. Daarna was hij redactiesecretaris van de Katholieke Jeugdbeweging en secretaris van de Katholieke Verkenners. In 1953 werd Rademaker directeur van het katholiek bibliotheek- en lectuurcentrum in Utrecht en in mei 1969 volgde zijn benoeming tot burgemeester van Stad Delden. In december 1977 werd hij de opvolger van de eerder dat jaar overleden Leusdense burgemeester A.H. van der Post. In mei 1986 verscheen in landelijke kranten het bericht dat zijn vrouw was aangehouden wegens verdenking van winkeldiefstal en met een waarschuwing was heengezonden. Als gevolg van een bestuurlijke crisis bij B&W in Leusden ging Rademaker in juli 1987 vervroegd met pensioen en kort daarop stapten ook de drie wethouders op. Hij overleed begin 2009 op 85-jarige leeftijd.

## Verkennerij
Van zijn hand verscheen in 1955 een herziene vertaling van het boek Scouting for Boys. In 1957 kreeg commissaris Rademaker de verkennersonderscheiding zilveren Jacobsstaf. Later werd hij hoofdkwartier-commissaris buitenland van de Katholieke Verkenners.